# Maple Colors 2
『Maple Colors 2』（メイプルカラーズセカンド）は2008年12月26日にアダルトゲームブランドApRicoT/CROSSNETから発売された18禁恋愛コミカルバラエティアドベンチャーゲームである。

## 概要
「Maple Colors」から5年後の紅華学園を舞台にした18禁コミカルバラエティアドベンチャーゲーム。
原画をTOMA、鳥取砂丘、シナリオをTOMA、深井一、田中一郎が担当。フルボイス（主人公を除く）で収録。Jellyfish（OPムービー）

## 登場キャラクター
十河 宗次郎 （とがわ そうじろう）
声 : -
本編主人公。お調子者で度胸はないが、逃げ足だけは超一流。
転校を機に、男らしくなってモテたいと考えている。
睦月 小梅 （むつき こうめ）
声：ひびきりん
個性派揃いの２Ｂで中心的な存在。悪党を嬉々としてひどい目にあわせるので、”悪魔の微笑を持つ女”
と恐れられている。時代劇と将棋が好き。前作の葵未来的ポジションである。
藤宮 遥 （ふじみや はるか）
声：草柳順子
いつも”のほほん”としている。かなりの天然。頭で考えるより、感性で行動するので、周囲を驚かせる
ことがある。とても穏やかで、嫌という言葉を使うことがない。前作の秋穂もみじ的ポジションである。
伊呂波 かえで （いろは かえで）
声：佐々留美子
素直で元気な女の子だが、あわてんぼで早とちり。耳と尻尾はオシャレポイント。
人の言葉が理解できるタヌキをいつも連れているが、彼女の言葉がわかるのはかえでだけである。
御来屋 藍 （みくりや あい）
声：緒田マリ
小梅と仲が良く、いつも一緒に行動している。２Ｂの良心のような存在で、委員長も務めている。
いざというときは小梅の暴走を止められる唯一の人物。志乃は彼女を主君とみなして忠誠を尽くしている。
咲守 志乃 （さきもり しの）
声：茶谷やすら
剣術と修行にしか興味がなく、木刀「紅金剛」を振り回す女剣士。名字で呼ばれるのを嫌っている。
神社の娘といい、明らかに前作の咲守素子の血縁者だが、妹なのか従妹なのかは定かではない。
鳳 結花 （おおとり ゆか）
声：三園あすか
面白い事と美しい事にしか興味がない。遥がお気に入りで、モデルとして活躍している。
頭が切れ、志乃の攻撃をいなすほどの運動神経をも併せ持つが、唯我独尊なところが玉にキズ。
青葉 緑 （あおば みどり）
声：中瀬ひな
学園内で非公認のライブを転々と行い、インディーズアイドルと呼ばれている。鳳結花を嫌っている。
雨宮 未央 （あまみや みお）
声：愛原瑞生
図書委員。何をするにも論理的な考え方をする理論派。牙戦ルートでは活躍する。
占部 沙奈絵 （うらべ さなえ）
声：歌織
保健委員。人を癒す事が趣味で男子からの人気がある。男癖が悪いため志乃からは嫌われている。
佐々木 薫 （ささき かおる）
声：篠原未来
演劇部。本人が存在を主張しても気付かれない位影が薄い。
エリカ・クリスティン・椿 （エリカ・クリスティン・つばき）
声：河村めぐみ
漫画研究会会長。日米ハーフ。重度のオタク。銃の早撃ちが得意。
仁科 すみれ （にしな すみれ）
声：野月まひる
オカルト研究部。怪しげな薬を作ったり宗教活動をしている。
日向 麻衣 （ひゅうが まい）
声：谷中麻衣
ソフト部。多数派に入る事がポリシー。
深月 汐音 （みつき しおね）
声：奥山歩
演劇部。極道の娘のせいで周りから避けられており、気をかけてくれた主人公に好意を持っている。
無口だが、心優しい。性格・活躍度共に準ヒロイン級のキャラだが、特に武道会ルートでは大活躍する。
大熊 勝之新 （おおくま かつのしん）
声：天城大智
空手部部長。数々の伝説を持ち、いつも強がっている。
佐伯 了介 （さえき りょうすけ）
声：蔵人
ちょい悪で人付き合いが苦手。男で唯一喧嘩慣れしているため、武道会ルートでは活躍する。
白瀬 優 （しらせ ゆう）
声：如月葵
野球部ピッチャー。見かけとは裏腹に男らしくなりたいと願っている。
遠野 浩志 （とおの ひろし）
声：中谷勝
陸上部。普段は虚弱体質だが、薬を飲むとパワーアップする。佐伯とは親友。かなりのネタキャラである。
方城 昌 （ほうじょう あきら）
声：魯山人雄
何を考えているのか不明だが、小梅も認める策士。
前作の卯月あむのように、いつも狐のお面をかぶっているが、あむとの関係は不明。
結城 尚也 （ゆうき なおや）
声：瑛斗
サッカー部。キザでナルシストだが、女子にはモテモテ。
東堂 和輝 （とうどう かずき）
声：小池竹蔵
教師も生徒達からも人気が高い生徒会会長。Ａ組所属。
藤宮 菜月 （ふじみや なつき）
声：草柳順子
生徒会執行部部長にして演劇部部長。遥の双子の妹。執行部部長として厳しい一面も。Ａ組所属。
九条 麗子 （くじょう れいこ）
声：計名さや香
生徒会副会長。射撃の腕は超一流。小梅をライバル視している。Ｘ組所属。　
鷹山 広見 （たかやま ひろみ）
声：天城大智
２Ｂの担任教師。演劇大会ルートでは活躍する。やる気のない昼行燈な人物。
猿山 うち （さるやま うち）
声：高井戸雫
射撃部でＸ組所属。おっちょこちょいでお調子者だが、射撃の腕前は本物。
竜造寺 陽平 （りゅうぞうじ ようへい）
声：事務台車
Ｘ組所属。実践空手の猛者にして、全国空手大会の覇者。咲守志乃をライバル視している。
工藤 肇 （くどう はじめ）
声：永倉仁八
演劇部でＸ組所属。演劇大会のエキスパート。芸能界でも活躍中で学園内外にファンがいる。
咲守 大牙 （さきもり たいが）
声：佐々木大輔
ひたすら強さを求め、強者と戦うことを喜びとする戦闘狂。
咲守の掟を破ったことで、志乃から目の敵にされているが、志野より断然強い。
葵 美紅 （あおい みく）
声：成瀬未亜
前作のメインヒロイン・葵未来の妹で、天才女優と言われている少女。
演劇大会ルートで、Ａ組の勝利のために東堂がヒロイン役として招きいれることになる。

## テーマソング
- 主題歌「Get Over」

ボーカル：UR@N
作詞：澄田まお
作曲：WACHA

## 漫画
コミックメガストア2009年4月号に、原画のTOMA自身による読みきり短編漫画が掲載されている。